# Saburo Teshigawara
Saburo Teshigawara (Tokyo, 15 settembre 1953) è un coreografo e ballerino giapponese.

## Biografia
Nella vita di questo artista giapponese, l'arte è stata presente fin dall'inizio. Infatti nella sua città natale, Tokyo, dopo aver studiato pittura e scultura, sente di volersi esprimere usando il proprio corpo come tramite, e quindi comincia gli studi danza classica sotto la guida di Saiga Toshiko.
Già nel 1981 lavora a delle sue creazioni, e da quel momento ad oggi Saburo teshigawara diventerà uno dei più influenti coreografi, nonché uno dei grandi della danza contemporanea giapponese.
Nel 1985 fonda quella che sarà fino ad oggi la sua compagnia, che si chiama Karas, insieme a Kei Miyata, esordendo con lo spettacolo dal titolo "The Pale Boy". L'obiettivo del gruppo è stato fin dal principio ricercare "una nuova forma di bellezza", in totale libertà:
"la libertà della danza è la libertà del danzatore". Una dichiarazione del coreografo Giapponese, proprio per ribadire il suo essere contro ogni tentativo di classificazione della danza e di chi la esegue, e la sua volontà di lavorare in modo trasversale, con un unico obiettivo: la creazione di un nuovo, personale linguaggio. Attraverso la semplicità nella danza, la danza stessa può finalmente ritrovare la sua complessità. Quello che per Teshigawara è davvero importante è la chiarezza : le domande chiare hanno molta forza.
Oltre al lavoro di coreografo per i suoi 'solo', Teshigawara attira sul suo lavoro molta attenzione anche da parte di importanti compagnie come il Frankfurt ballett, invitato da William Forsythe, nel 1994/95. Nel 1999, per il Bayern State Ballet, crea la sua versione del Le Sacre du Printemps, mentre nel 2000 è stato invitato a creare delle coreografie per il Netherland Dance Theater. Nel 2003 Saburo Teshigawara approda all'Opera di Parigi, per la quale crea lo spettacolo dal titolo "Air".
Oltre ai workshop presso lo studio KARAS a Tokyo, Saburo Teshigawara è stato coinvolto in numerosi progetti di educazione. S.T.E.P. (Saburo Teshigawara Education Project) è stato avviato dal 1995 con la partnership del Regno Unito, permettendo a nuove performance di vedere la luce, in chiusura degli anni di studio.
Nel 2004, è stato selezionato come il mentore di danza per "The Rolex Mentor and Protege Arts Initiative", che gli consente di seguire e collaborare per un anno con un giovane e talentuoso danzatore prescelto. Dal 2006, ha ricevuto una cattedra presso il Dipartimento di studi di espressione, il College of Contemporary Psychology, St. Paul's (Rikkyo) University in Giappone, dove insegna teoria del movimento e conduce workshop.
Attraverso questi progetti diversi, Saburo Teshigawara continua a incoraggiare e ispirare i giovani ballerini, insieme con il suo lavoro creativo.

## Poetica
La danza di saburo Teshigawara , già dal Prix du Concours de Bagnolet, nel 1986 ("Kaze no sentan"), dimostra una grande originalità. La sua qualità di movimento è caratterizzata da una capacità di modificare lo stato della materia del proprio corpo, passando da momenti di estatica sospensione, che dilatano il tempo e portano dentro di sé l'essenza del Giappone, per poi passare ad una sorprendente rapidità, grazie ad un corpo capace di accelerazioni stupefacenti.
Il corpo di Saburo Teshigawara è capace di struggersi, sospendersi, sollevarsi e diventare quasi evanescente, per poi vibrare, disegnare traiettorie di luce, sussultare sprizzante di energia vitale, leggero come un colibrì ma forte, tenace e intenso, con la stessa antica saggezza degli alberi secolari.
Saburo Teshigawara è davvero un artista poliedrico e completo, che ha proposto una sua personale visione del mondo e del movimento, e questo probabilmente è dovuto anche al fatto che delle sue performance lui stesso disegna le scene, i costumi ed il disegno luci. La danza per lui è un'arte complessa e difficile, fatta non solo di movimento, ma anche di immagine.
“La danza è scultura. Scultura d'aria, scultura di luoghi, scultura di tempo ... per me danzare vuol dire giocare con l'aria. Sentir il corpo come l'aria e l'aria come il corpo. La danza non si riduce ai semplici movimenti del corpo, ma ingloba allo stesso tempo i movimentidella coscienza e quelli dei sensi”
Una sua dichiarazione che racchiude in sé tutto il senso del pensiero del coreografo giapponese. La gamma di linguaggi espressivi che riesce a padroneggiare con la leggerezza e l'intensità che solo il Giappone riesce a conoscere, sono davvero le più disparate. Saburo Teshigawara, oltre ad essere coreografo, è anche scrittore, regista, attore, illustratore, regista di film, pittore, scultore.
Nonostante la perfezione della creazione coreografica, e la scelta scenica, sempre di gusto raffinatissimo, spesso Saburo Teshigawara inserisce la componente del rischio nelle sue performance eccezionali in cui, per esempio, si è seppellito per percepire il contrasto tra il sentire la pressione sul corpo e il successivo respiro libero e leggero che lo attraversa. Oppure quando ha camminato su una distesa di cocci di vetro, perché “perché tempo e spazio si spezzano quando si spezza il vetro” ("Glass Tooth"), o quando ha danzato con un partner d'eccezione: un corvo vivo ("Bones In Pages").
Forse un omaggio alla compagnia stessa: Karas, infatti, in italiano vuol dire proprio corvo.

## Black Water
Uno spettacolo di Saburo Teshigawara/Karas, che ha molto a che fare con l'Italia. È stato infatti sostenuto nella fase produttiva dalla realtà di Civitanova Marche, un teatro che pone molta attenzione alla danza contemporanea, e che propone residenze eccellenti. E poi è stato rappresentato al Teatro comunale di Ferrara, per la prima nazionale assoluta, e all'interno della rassegna "La Milanesiana" nel 2007, al Teatro alla Scala, con un enorme successo di pubblico e critica.
Black non soltanto per l'oscurità presente nella scena e per il colore dei costumi, rigorosamente un elegantissimo nero assoluto, ma anche nel senso di Dark: Black Water è uno spettacolo che ha una forte nota gotica.
Tre personaggi in scena, interpretati dallo stesso Saburo Teshigawara, Kei Myata e la danzatrice Rihoko Sato, tutti parte attiva della compagnia Karas.
Bellissima la scenografia, ovviamente progettata dallo stesso Teshigawara, dall'inconfondibile gusto orientale: minimalista e raffinato. Un'infinità di porte disposte di taglio, a semicerchio aperto verso il pubblico, coprono parzialmente una fila di fari, che accendendosi e spegnendosi gettano delle ombre in movimento al suolo, creando un'atmosfera surreale che modifica costantemente i volumi e le forme a seconda di come vengono colpiti da questa luce tagliente e in perenne spostamento.
L'elemento tempo viene dilatato e sospeso, in una tensione palpabile nella quale pare che ogni cosa possa succedere da un momento all'altro.
Già il principio dello spettacolo avvolge lo spettatore nell'oscurità più assoluta: uno strano animale dalla folta pelliccia, con il capo reclinato che ci impedisce di vederne il volto, rimane fermo, mentre tutto attorno cresce un suono, come se venisse fuori dalle profondità della Terra. Dopo un po' ci si accorge che non è un suono solo, ma un intreccio, una sovrapposizione di tanti suoni diversi: sospiri, sgocciolamenti, emissioni vocali, sciabordii di onde, suoni provocati dalla frizione dei piedi sul pavimento. Questo suono cresce sempre di più, e per un momento si può credere che sia la voce sommessa di questo strano, arcano animale, che diventa urlo.
Tutto avviene sotto lo sguardo della creatura con il mantello di pelliccia, che passa lentamente con fare sinuoso e sensuale, mentre tutto attorno a lei accade, mentre la luce si sposta disegnando e deformando le onde, creando una strana incongruenza tra il tempo che scorre nell'ambiente e il tempo nel quale vivono i personaggi.
La scelta di illuminare la scena con una luce che arriva sempre di taglio, che aumenta i volumi e gli spigoli, trova un parallelo nella danza di questo coreografo cinquantenne, che è fortemente caratterizzata dal contrasto tra momenti di sospensione e dilatazione ad accelerazioni improvvise che danno una sferzata di energia alla scena e allo spazio.
La scelta musicale di Kei Myata, raccoglie pagine di Mozart, mescolandole con suoni elettronici e sapienti spazi di silenzio, nei quali si insinua la musica dei corpi, il respiro della danza.
Uno dei concetti più importanti della ricerca di Saburo Teshigawara è proprio il respiro, l'aria : "il respiro è essenziale per la nostra esistenza... la mia danza è una riflessione sull'aria, sullo spazio, sul corpo che occupa lo spazio" ^^.

## Opere
- White Clouds Under The Heels; Ballet Frankfurt, 1994
- Le Sacre De Printemps; Bayern National Ballet, 1999
- Para-Dice; Ballet du Grand Théâtre de Genève, 2002
- Vacant; Ballet du Grand Théâtre de Genève, 2006
- Air; Opera National de Paris, 2003
- Green(Raj Packet); KARAS, 2003
- Bones In Pages; Saburo Teshigawara solo, 2003
- Kazahana; KARAS, 2004
- Scream and Whisper; KARAS, 2005
- Black Water; KARAS, 2006
- Glass Tooth; KARAS, 2006
- Substance; KARAS, 2007
- Miroku; Saburo Teshigawara solo, 2007
- Double Silence; KARAS, 2009
- Mirror and Music; KARAS, 2009
- She; Rihoko Sato solo, 2009
- Obsession; KARAS, 2009
- Skinners - dedicated to evaporating things; KARAS, 2010
- Eclipse; Saburo Teshigawara e Rihoko Sato duo, 2012
- Darkness Is Hiding Black Horses; Aurélie Dupont, Nicolas Le Riche e Jérémie Bélingard, Opera National de Paris, 2013
- Second Fall; KARAS, 2013
- Sleep; Aurélie Dupont e KARAS, 2014
- Broken Lights; Saburo Teshigawara e Rihoko Sato duo, 2014
- The Man with Blue Eyes; Saburo Teshigawara, Rihoko Sato e Eri Wanikawa, 2015
- Tristan and Isolde; Saburo Teshigawara e Rihoko Sato duo, 2016
- The Idiot; Saburo Teshigawara e Rihoko Sato duo, 2016
- Sleeping Water; KARAS, 2017
- Flexible Silence; KARAS, Ensemble intercontemporain e Conservatoire national supérieur de musique et de danse de Paris, 2017
- Symphonie Fantastique; Saburo Teshigawara e Rihoko Sato duo, 2018